# Tag der Einheit des Volkes

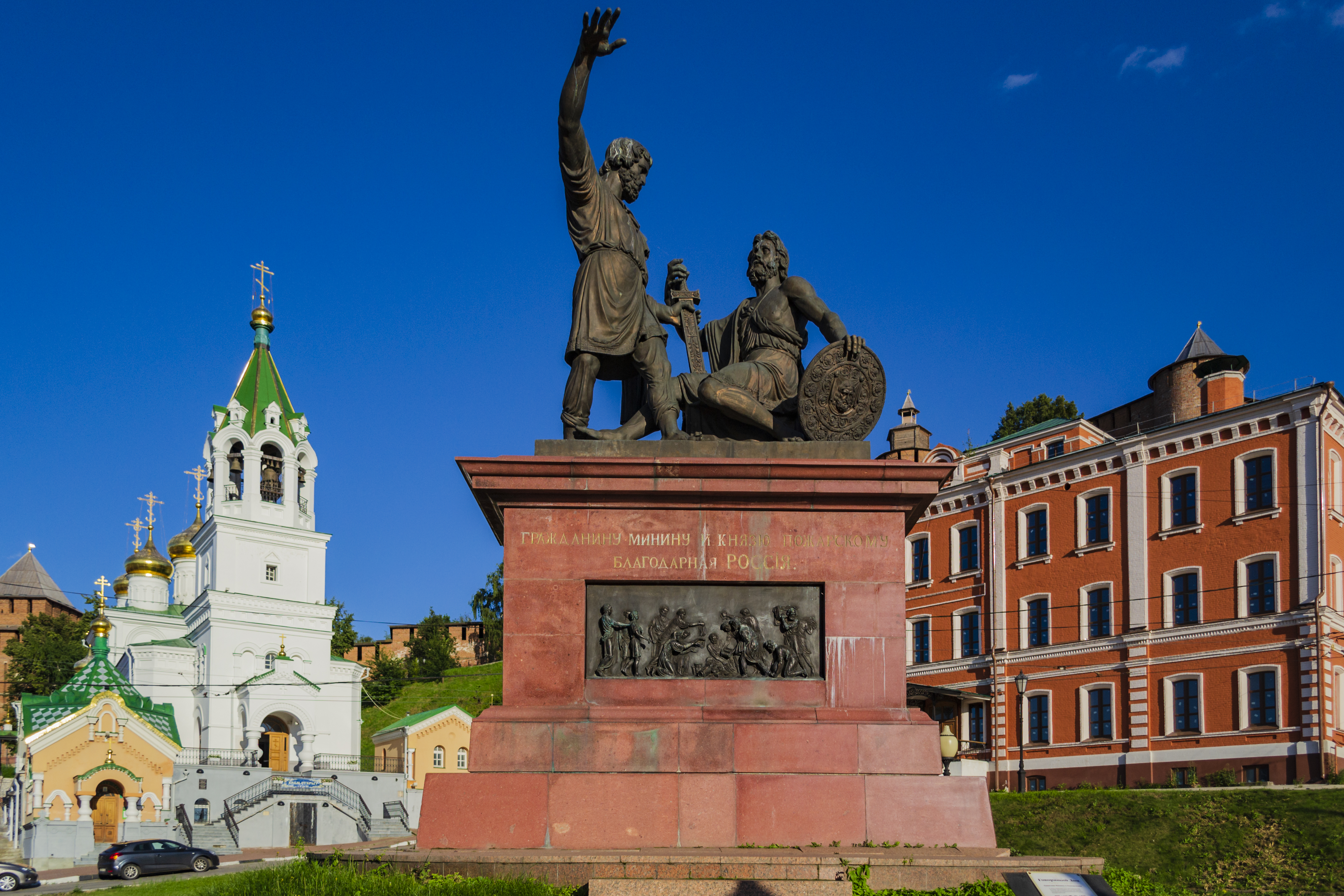
Denkmal für Minin und Poscharski in Nischni Nowgorod (2020)

Der Tag der Einheit des Volkes (russisch День народного единства) ist ein Nationalfeiertag in Russland und wird jährlich am 4. November gefeiert. Als gesetzlicher Feiertag wurde er erst 2005 eingeführt als Ersatz für den 7. November, an dem bis dahin der Jahrestag der Oktoberrevolution gefeiert wurde. Der Tag der Einheit des Volkes erinnert an die Befreiung Moskaus 1612 von polnisch-litauischer Besatzung.

## Geschichtlicher Hintergrund
Den heutigen Tag der Einheit des Volkes gab es im Russischen Zarenreich bis zur Machtübernahme durch die Bolschewiki 1917 bereits als Feiertag. Der Anlass war der am 22. Oktober 1612 (nach dem Julianischen Kalender) erfolgte Einmarsch des von Kusma Minin und Dmitri Poscharski angeführten Volksheeres nach Moskau, mit dem im polnisch-russischen Krieg während der Smuta die Befreiung Russlands von der polnisch-litauischen Besetzung eingeleitet wurde. 1649 erklärte Zar Alexei I. zum Andenken an die Befreiung den 22. Oktober zum Staatsfeiertag in ganz Russland. Ursprünglich wurde der Tag als „Tag der Gottesmutter-von-Kasan-Ikone“ bezeichnet, da genau jene Ikone Überlieferungen zufolge Minin und Poscharski bei ihrem Einmarsch in Moskau vor sich hielten. Dieser Feiertag wurde seitdem in Russland bis 1917 jährlich gefeiert.
Nach der Oktoberrevolution schafften die neuen Machthaber den 22. Oktober als Feiertag ab. Stattdessen wurde seitdem in Sowjetrussland bzw. der Sowjetunion der Tag der Revolution offiziell gefeiert – ursprünglich der 25. Oktober, nach der 1918 erfolgten Umstellung vom julianischen auf den gregorianischen Kalender dementsprechend am 7. November. Auch nach dem Zerfall der Sowjetunion blieb dieser Tag noch einige Jahre lang als Staatsfeiertag bestehen und hieß von 1996 bis 2004 offiziell „Tag der Aussöhnung und der Eintracht“.
Ende 2004 wurde in der Duma auf Initiative einiger rechter Abgeordneter, darunter Wladimir Schirinowski, ein neues Gesetz verabschiedet, mit dem die bisherigen Feiertagsregelungen in Russland modifiziert wurden. So wurde sowohl der Tag der Aussöhnung und der Eintracht als auch der bis dahin am 12. Dezember gefeierte „Tag der Verfassung“ als gesetzliche Feiertage abgeschafft und stattdessen der Tag der Einheit des Volkes – also der alte Tag der Gottesmutter-von-Kasan-Ikone – sowie drei zusätzliche Neujahrsfeiertage Anfang Januar eingeführt. Der 4. November anstelle des ursprünglichen 22. Oktober ergibt sich wiederum aus der Kalenderumstellung – der Unterschied zwischen dem julianischen und gregorianischen Kalender beträgt bei der Umrechnung der Daten im 21. Jahrhundert gerade 13 Tage.